# Avialats
Els avialats (Avialae) són un clade inactiu creat per Gauthier en 1986, que es considera sinònim de les aus. Conté tots els dinosaures teròpodes i els maniraptors més propers a ells. Juntament amb els dinonicosaures, formen el clade dels paraus.